# Jalen Jenkins
Jalen Jenkins (Yonkers, 2 september 1994) is een Amerikaans basketballer.

## Carrière
Jenkins speelde collegebasketbal voor de George Mason Patriots voordat hij zich in 2017 kandidaat stelde voor de NBA draft. Hij werd niet gekozen en tekende een contract bij de IJslandse club KR Reykjavik. Hierna speelde hij kort voor het Zweedse Uppsala Basket voordat hij zich voor het seizoen 2018/19 aansloot bij het Bulgaarse BC Rilski Sportist. In 2018 speelde hij voor de Brooklyn Vultures in The Basketball Tournament.
In 2019 tekende hij een contract bij de Belgische ploeg Limburg United. Na een seizoen tekende hij bij reeksgenoot Antwerp Giants waar zijn contract in februari 2021 in onderling overleg werd stopgezet. Hij vertrok eerst naar het Duitse s.Oliver Würzburg en een maand later naar het Portugese Imortal Basket Club waar hij speelde voor de rest van het seizoen.
In 2023 tekende hij bij het Portugese Ovarense Basquetebol.